# Cumaribo
Cumaribo là một khu tự quản thuộc tỉnh Vichada, Colombia. Thủ phủ của khu tự quản Cumaribo đóng tại Cumaribo Khu tự quản Cumaribo có diện tích ki lô mét vuông. Đến thời điểm ngày 28 tháng 5 năm 2005, khu tự quản Cumaribo có dân số 8247 người.